# James Lee Zarucchi
James Lee Zarucchi  ( n. 1952 ) es un botánico y curador estadounidense.
Como curador del Missouri Botanical Garden participa del "Proyecto de Flora de Norteamérica". Trabaja extensamente sobre Apocynaceae, Fabaceae, y flora del noroeste de Sudamérica, China, y Norteamérica.

## Algunas publicaciones

### Libros
- carmen u. Ulloa, james l. Zarucchi, blanca León. 2004. Diez años de adiciones a la flora del Perú: 1993-2003. Arnaldoa: ed. especial de Museo de Historia Natural, 242 pp.

- i.w. Southon, f.a. Bisby, j. Buckingham, j.b. Harborne, james l. Zarucchi. 1994. Phytochemical Dictionary of the Leguminosae. Ed. Chapman & Hall. 1180 pp. ISBN 0-412-39770-6

- l. Brako, james l. Zarucchi. 1993. Catalogue of the flowering plants and gymnosperms of Peru = Catálogo de las angiospermas y gimnospermas del Perú. Edición reimpresa de Missouri Botanical Garden. 1286 pp. ISBN 0-915279-19-3

- c.h. Stirton, james l. Zarucchi. 1986. Advances in Legume Biology: Proceedings of the Second International Legume Conference, Held Under the Auspices of the Missouri Botanical Garden and the Royal Botanic Gardens, Kew. Monographs in systematic botany from the Missouri Bot. Garden 29, 842 pp. ISSN 0161-1542

- james l. Zarucchi. 1986. Towards a Checklist of New World Legumes. Editor Missouri Bot. Garden, 117 pp. ISBN 9997631374

- --------------------------. 1981. Biology of the tribe Ambelanieae (Apocynaceae). Editor Harvard Univ. 858 pp.

- La abreviatura «Zarucchi» se emplea para indicar a James Lee Zarucchi como autoridad en la descripción y clasificación científica de los vegetales.[1]